# Abia Warriors FC
Der Abia Warriors Football Club ist ein 2003 gegründeter nigerianischer Fußballverein aus Umuahia, der aktuell in der ersten Liga, der Nigeria Professional Football League, spielt.

## Erfolge
- Nigeria FA Cup: 2024 (Finalist)

## Stadion
Der Verein trägt seine Heimspiele im Umuahia Township Stadium in Umuahia aus. Das Stadion hat ein Fassungsvermögen von 5000 Personen.
Koordinaten: 5° 31′ 24,4″ N, 7° 29′ 50,5″ O

## Saisonplatzierung
| Saison  | Liga                                 | Level | Platz         | Nigeria FA Cup    |
| ------- | ------------------------------------ | ----- | ------------- | ----------------- |
| 2014    | Nigeria Professional Football League | 1     | 7.            | 2. Runde          |
| 2015    | Nigeria Professional Football League | 1     | 10.           | Achtelfinale      |
| 2016    | Nigeria Professional Football League | 1     | 13.           | unbekannt         |
| 2017    | Nigeria Professional Football League | 1     | 12.           | Sechzehntelfinale |
| 2018    | Nigeria Professional Football League | 1     | 8.            | Gruppenphase      |
| 2019    | Nigeria Professional Football League | 1     | 5. (Gr. B)    | Achtelfinale      |
| 2019/20 | Nigeria Professional Football League | 1     | 16.           | keine Austragung  |
| 2020/21 | Nigeria Professional Football League | 1     | 14.           | Achtelfinale      |
| 2021/22 | Nigeria Professional Football League | 1     | 13.           | keine Austragung  |
| 2022/23 | Nigeria Professional Football League | 1     | 4. (Gruppe B) | –                 |
| 2023/24 | Nigeria Professional Football League | 1     | 12.           | 2. Platz          |

1. ↑  Die Saison wurde nach dem 25. Spieltag abgebrochen.

## Trainerchronik
| Trainer          | Nation  | von               | bis               |
| ---------------- | ------- | ----------------- | ----------------- |
| Kennedy Boboye   | Nigeria | 18. Dezember 2015 | 8. August 2016    |
| Emmanuel Deutsch | Kamerun | 1. Januar 2018    | 30. November 2018 |
| Henry Makinwa    | Nigeria | 1. Dezember 2018  | 25. April 2019    |
| Emmanuel Deutsch | Kamerun | 26. April 2019    | 17. Februar 2020  |
| Imama Amapakabo  | Nigeria | 24. Juli 2020     | heute             |